# Capitulació de l'Artsakh
El 20 de setembre de 2023 es va arribar a un acord d'alto el foc que va posar fi a l'ofensiva militar àzeri contra l'autoproclamada i proarmènia República d'Artsakh a l'Alt Karabakh. L'acord va ser negociat pel contingent rus de manteniment de la pau estacionat a la regió des de la guerra de l'Alt Karabakh de 2020. Segons els termes de l'acord, l'Exèrcit de Defensa de l'Artsakh va ser dissolt. Les forces de pau russes van albergar al seu camp base 2.261 persones, de les quals 1.049 eren nens.

## Fons
L'Alt Karabakh ha estat una regió en disputa entre l'Azerbaidjan i els armenis ètnics locals. El 1991, es va formar allà un Estat proarmeni separatista anomenat en aquell moment «República de l'Alt Karabakh», el qual va rebre el nom d'Artsakh entre 2017 i 2024, però la regió va continuar sent reconeguda internacionalment com a part de l'Azerbaidjan. La República d'Artsakh aviat va formar el seu propi exèrcit, l'Exèrcit de Defensa de l'Artsakh.
El 19 de setembre de 2023, l'Azerbaidjan va llançar una ofensiva militar a la regió contra les forces armades locals de l'Artsakh. L'Azerbaidjan va citar diversos incidents anteriors amb mines terrestres a la regió: dues explosions separades van matar sis persones, una altra va matar dos empleats del departament de carreteres de l'Azerbaidjan, quatre més van morir mentre responien a l'incident, i una altra explosió de mina va matar quatre soldats i dos civils. La portaveu del Ministeri d'Afers exteriors rus, Maria Zakhàrova, va dir que les forces de pau russes van ser notificades només "uns minuts" abans que comencés l'ofensiva àzeri. El Ministeri de Defensa de l'Azerbaidjan va informar que les posicions en la línia del front i els llocs de tir en profunditat i a llarg termini de les formacions de les forces armades de l'Artsakh, així com els recursos de combat i les instal·lacions militars havien estat incapacitats utilitzant armes d'alta precisió.
El 20 de setembre, les forces armades de l'Artsakh van dir que les tropes àzeris havien travessat les seves línies i capturat diverses altures i creus de carreteres estratègiques. El mateix dia, en una conferència de premsa a primera hora del matí, el coronel àzeri Anar Eyvazov va cridar les forces armènies locals a deposar les armes i rendir-se. Poc després, les autoritats de la República d'Artsakh van dir que havien acceptat la proposta del comandament del contingent de manteniment de la pau rus sobre un alto el foc.

## Acord
L'acord d'alto el foc es va aconseguir el 20 de setembre de 2023, a les 13:00 (hora local de l'Azerbaidjan), en els següents termes: que les formacions de les forces armades de l'Artsakh i les formacions armades armènies il·legals a la regió deposin les armes, abandonin les posicions de combat i els llocs militars i es desarmin completament. Que les «unitats de les forces armades armènies» abandonin el territori de l'Azerbaidjan, les formacions armades armènies il·legals es dissolguin amb el lliurament simultani de totes les armes i equip pesat, mentre que la implementació d'aquestes condicions es garanteixi en coordinació amb el contingent de manteniment de la pau rus. L'acord va dissoldre l'Exèrcit de Defensa de l'Artsakh després de 31 anys, fet que va convertir-se en una fita en el conflicte de l'Alt Karabakh. Encara que els termes de l'acord preveien una rendició completa, es va plantejar com un alto el foc més que com un instrument de rendició, en espera de la conclusió d'un futur tractat de pau entre l'Azerbaidjan i Armènia.
Les negociacions mediades per Rússia van començar el 21 de setembre de 2023 a Yevlakh sobre els termes de l'acord, en particular el desarmament dels separatistes armenis i la reintegració de la població de l'Alt Karabakh a l'Azerbaidjan. Fins al 26 de setembre de 2023, l'Azerbaidjan havia confiscat l'enemic 251.308 municions, 1.674 pertrets, 909 armes petites i granades, 226 mitjans de defensa antiaèria, 164 dispositius òptics i d'altre tipus, 75 vehicles automòbils, 47 armes d'artilleria, 22 vehicles blindats i 21 remolcs. El 28 de setembre de 2023, la llista actualitzada incloïa 652.842 cartutxos, 6.653 granades de morter, 2.722 granades de canó i obusos, 2.627 granades de canó antiaeri, 2.266 granades, 2.132 municions d'altres tipus, 2.076 mitjans de subministrament diversos, 1.368 granades de mà, 1.151 armes petites, 984 coets, 132 armes de defensa aèria, 84 llançagranades, 39 morters, 18 vehicles blindats i alguns altres equips.

## Reaccions
En un discurs televisat més tard el 20 de setembre, el president de l'Azerbaidjan, Ilham Alíev, va anunciar que el país havia "restablert la seva sobirania" sobre l'Alt Karabakh després de l'ofensiva, i que van aconseguir la "rendició completa" de les forces proarmènies locals.
El primer ministre armeni, Nikol Paixinian, es va distanciar de l'acord, i va dir que Armènia no havia participat en la redacció de l'alto el foc i que "Armènia no té un exèrcit en l'Alt Karabakh". No obstant això, Paixinian va dir que donava suport a l'alto el foc i que era “molt important” que es mantingués. Les protestes a Erevan, la capital d'Armènia, van començar per la suposada falta de protecció del govern als armenis ètnics, i els manifestants van exigir la renúncia de Paixinian.

## Conseqüències
La República d'Artsakh finalment va acordar dissoldre's abans de l'1 de gener de 2024. No obstant això, el líder de l'autoproclamada república, Samvel Shahramanyan, va anul·lar el 22 de desembre de 2023 la dissolució de la regió per considerar que no existien documents legítims que, en el marc de la legislació del Nagorno Karabakh, preveiessin aquesta mesura.